# Riki

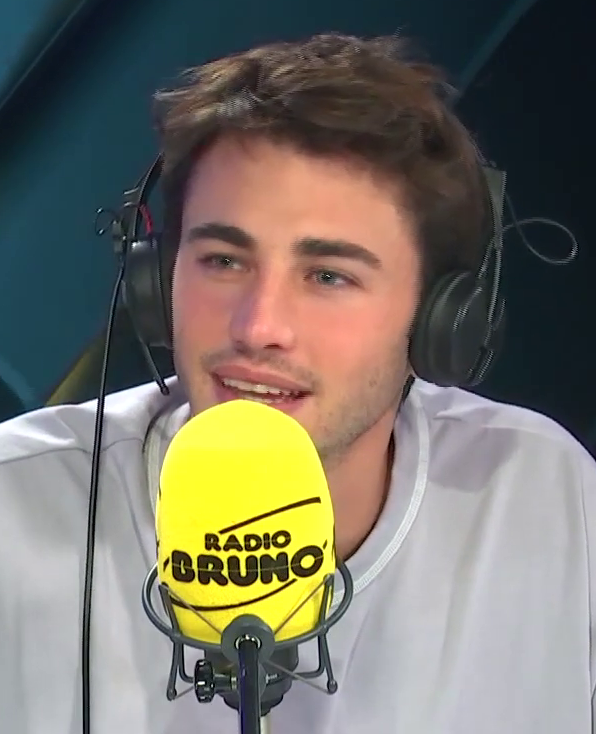
Riki, 2020

Riki (* 4. Februar 1992 in Segrate, Metropolitanstadt Mailand, als Riccardo Marcuzzo) ist ein italienischer Popsänger.

## Werdegang
Riccardo „Riki“ Marcuzzo wuchs in Pessano con Bornago bei Mailand auf und interessierte sich zunächst für Theater, gab eine Schauspielausbildung dann jedoch zugunsten der Musik auf. Mit 17 Jahren begann er, Gesangsunterricht zu nehmen. Er gewann einen Gesangswettbewerb in Mailand, Minicanto, und schaffte es schließlich durch die Castings der 16. Ausgabe von Amici di Maria De Filippi. Dort präsentierte er mehrere eigene Lieder, darunter Perdo le parole, Sei mia, Diverso, Ti luccicano gli occhi und Replay, und schaffte es ins Finale. Seine Debüt-EP Perdo le parole erschien am 19. Mai 2017 bei Sony und konnte in der ersten Woche die Spitze der italienischen Albumcharts erreichen.
Noch im selben Jahr erschien Rikis erstes Album Mania, das ebenfalls die Chartspitze erreichte. 2018 veröffentlichte der Sänger ein Livealbum und arbeitete mit dem Rapper lowlow sowie der Boygroup CNCO zusammen. Beim Sanremo-Festival 2020 präsentierte er das Lied Lo sappiamo entrambi, belegte im Wettbewerb allerdings den letzten Platz. Ach das im Anschluss veröffentlichte Album Popclub konnte nicht an Rikis frühere Erfolge anschließen.

## Diskografie

### Alben
| Jahr | Titel               | Höchstplatzierung, Gesamtwochen, AuszeichnungChartplatzierungen (Jahr, Titel, Platzierungen, Wochen, Auszeichnungen, Anmerkungen) | Höchstplatzierung, Gesamtwochen, AuszeichnungChartplatzierungen (Jahr, Titel, Platzierungen, Wochen, Auszeichnungen, Anmerkungen) | Anmerkungen                  |
| Jahr | Titel               | IT | CH | Anmerkungen                  |
| ---- | ------------------- | --- | --- | ---------------------------- |
| 2017 | Perdo le parole     | IT1 ×3Dreifachplatin · (43 Wo.)IT                                                                                                 | CH15 (4 Wo.)CH | Sony EP; Verkäufe: + 150.000 |
| 2017 | Mania               | IT1 ×2Doppelplatin · (30 Wo.)IT                                                                                                   | CH44 (1 Wo.)CH | Sony Verkäufe: + 100.000     |
| 2018 | Live & Summer Mania | IT2 (11 Wo.)IT | CH83 (1 Wo.)CH | Sony                         |
| 2020 | Popclub             | IT2 (2 Wo.)IT | — | Sony                         |

### Singles
| Jahr | Titel Album                            | Höchstplatzierung, Gesamtwochen, AuszeichnungChartsChartplatzierungen (Jahr, Titel, Album, Platzierungen, Wochen, Auszeichnungen, Anmerkungen) | Anmerkungen        |
| Jahr | Titel Album                            | IT | Anmerkungen        |
| ---- | -------------------------------------- | --- | ------------------ |
| 2017 | Perdo le parole                        | IT11 Platin · (15 Wo.)IT | Verkäufe: + 50.000 |
| 2017 | Polaroid Perdo le parole               | IT42 Platin · (14 Wo.)IT | Verkäufe: + 50.000 |
| 2017 | Sei mia Perdo le parole                | IT67 Gold · (2 Wo.)IT | Verkäufe: + 25.000 |
| 2017 | Ti luccicano gli occhi Perdo le parole | IT94 (1 Wo.)IT |                    |
| 2017 | Balla con me Perdo le parole           | IT98 (1 Wo.)IT |                    |
| 2017 | Se parlassero di noi Mania             | IT4 Platin · (9 Wo.)IT | Verkäufe: + 50.000 |
| 2018 | Dolor de cabeza                        | IT43 (2 Wo.)IT | feat. CNCO         |
| 2020 | Lo sappiamo entrambi                   | IT47 (2 Wo.)IT |                    |

### Gastbeiträge
| Jahr | Titel Album | Höchstplatzierung, Gesamtwochen, AuszeichnungChartsChartplatzierungen (Jahr, Titel, Album, Platzierungen, Wochen, Auszeichnungen, Anmerkungen) | Anmerkungen       |
| Jahr | Titel Album | IT | Anmerkungen       |
| ---- | ----------- | --- | ----------------- |
| 2018 | Sbagliato   | IT19 (2 Wo.)IT | Lowlow feat. Riki |

## Belege
1. ↑  Chartquellen (Alben):
  - Alben von Riki. In: Italiancharts.com. Hung Medien, abgerufen am 4. April 2018.
  - Alben von Riki. In: Hitparade.ch. Hung Medien, abgerufen am 4. April 2018.
2. 1 2 3 4 5 6  Auszeichnungen für Musikverkäufe: IT
3. ↑  Archivio classifiche Top Singoli. FIMI, abgerufen am 4. April 2018 (italienisch).
4. ↑  Archivio classifiche Top Singoli. FIMI, abgerufen am 4. April 2018 (italienisch).

| Personendaten    | Personendaten                      |
| ---------------- | ---------------------------------- |
| NAME             | Riki                               |
| ALTERNATIVNAMEN  | Marcuzzo, Riccardo (Geburtsname)   |
| KURZBESCHREIBUNG | italienischer Popsänger            |
| GEBURTSDATUM     | 4. Februar 1992                    |
| GEBURTSORT       | Segrate, Metropolitanstadt Mailand |